# Élections municipales de 2021 en Matanie
Pour un article plus général, voir Élections municipales de 2021 dans le Bas-Saint-Laurent.
Cet article concerne les élections municipales de 2021 dans le Bas-Saint-Laurent dans la municipalité régionale de comté de La Matanie.

## Baie-des-Sables
|             | Élection (2017)                                                                                            | Dissolution (2021)                                                                           | Élection (2021) |
| Maire       | Denis Santerre                                                                                             | Marie-Claude Saucier                                                                         | Gérald Beaulieu |
| Conseillers | Lynda Bernier Nicole Marcheterre Jean-Noël Veillette Véronique Lamarre Jean-Daniel Laberge Sylvie Bouffard | Odette Simoneau Nicole Marcheterre Gabrielle Trigaux Véronique Lamarre Alain Leprince Vacant | Denis Forest Nicole Marcheterre Gabrielle Trigaux Kate Johannie Murray St-Pierre Christian Chaumont Marie-Claude Saucier |

| Taux de participation :                | Taux de participation :                | Taux de participation :                | Taux de participation :                | Taux de participation :                | 55,8 % |
| Nombre de votes valides :              | Nombre de votes valides :              | Nombre de votes valides :              | Nombre de votes valides :              | Nombre de votes valides :              | 289    |
| Nombre de votes rejetées à la mairie : | Nombre de votes rejetées à la mairie : | Nombre de votes rejetées à la mairie : | Nombre de votes rejetées à la mairie : | Nombre de votes rejetées à la mairie : | 17     |
| Nombre d'électeurs inscrits :          | Nombre d'électeurs inscrits :          | Nombre d'électeurs inscrits :          | Nombre d'électeurs inscrits :          | Nombre d'électeurs inscrits :          | 548    |

| Candidats pour la mairie                  | Vote | %     |
| ----------------------------------------- | ---- | ----- |
| Gérald Beaulieu                           | 258  | 89,27 |
| Alain Leprince (Sortant d'un autre poste) | 31   | 10,73 |

| Candidats conseiller #1 | Vote            | %               |
| ----------------------- | --------------- | --------------- |
| Denis Forest            | Sans opposition | Sans opposition |

| Candidats conseiller #2       | Vote            | %               |
| ----------------------------- | --------------- | --------------- |
| Nicole Marcheterre (Sortante) | Sans opposition | Sans opposition |

| Candidats conseiller #3      | Vote            | %               |
| ---------------------------- | --------------- | --------------- |
| Gabrielle Trigaux (Sortante) | Sans opposition | Sans opposition |

| Candidats conseiller #4        | Vote            | %               |
| ------------------------------ | --------------- | --------------- |
| Kate Johannie Murray St-Pierre | Sans opposition | Sans opposition |

| Candidats conseiller #5 | Vote            | %               |
| ----------------------- | --------------- | --------------- |
| Christian Chaumont      | Sans opposition | Sans opposition |

| Candidats conseiller #6                          | Vote            | %               |
| ------------------------------------------------ | --------------- | --------------- |
| Marie-Claude Saucier (Sortante d'un autre poste) | Sans opposition | Sans opposition |

## Grosses-Roches
|             | Élection (2017)                                                                          | Dissolution (2021)                                                                       | Élection (2021)                                                                                |
| Maire       | Victoire Marin                                                                           | Victoire Marin                                                                           | Jonathan Massé                                                                                 |
| Conseillers | Dominique Ouellet Sylvain Tremblay Sonia Bérubé Serge Leblanc Nicole Côté Carol Fournier | Dominique Ouellet Sylvain Tremblay Sonia Bérubé Serge Leblanc Nicole Côté Carol Fournier | Dominique Ouellet Sylvain Tremblay Sonia Bérubé Paquerette Coulombe Nicole Côté Carol Fournier |

| Taux de participation :                | Taux de participation :                | Taux de participation :                | Taux de participation :                | Taux de participation :                | 67,9 % |
| Nombre de votes valides :              | Nombre de votes valides :              | Nombre de votes valides :              | Nombre de votes valides :              | Nombre de votes valides :              | 243    |
| Nombre de votes rejetées à la mairie : | Nombre de votes rejetées à la mairie : | Nombre de votes rejetées à la mairie : | Nombre de votes rejetées à la mairie : | Nombre de votes rejetées à la mairie : | 5      |
| Nombre d'électeurs inscrits :          | Nombre d'électeurs inscrits :          | Nombre d'électeurs inscrits :          | Nombre d'électeurs inscrits :          | Nombre d'électeurs inscrits :          | 365    |

| Candidats pour la mairie  | Vote | %     |
| ------------------------- | ---- | ----- |
| Jonathan Massé            | 157  | 64,61 |
| Victoire Marin (Sortante) | 86   | 35,39 |

| Candidats conseiller #1      | Vote | %     |
| ---------------------------- | ---- | ----- |
| Dominique Ouellet (Sortante) | 128  | 52,67 |
| Lucille Marin                | 115  | 47,33 |

| Candidats conseiller #2     | Vote            | %               |
| --------------------------- | --------------- | --------------- |
| Sylvaine Tremblay (Sortant) | Sans opposition | Sans opposition |

| Candidats conseiller #3 | Vote            | %               |
| ----------------------- | --------------- | --------------- |
| Sonia Bérubé (Sortante) | Sans opposition | Sans opposition |

| Candidats conseiller #4 | Vote | %     |
| ----------------------- | ---- | ----- |
| Paquerette Coulombe     | 154  | 63,90 |
| Serge Leblanc (Sortant) | 87   | 36,10 |

| Candidats conseiller #5 | Vote | %     |
| ----------------------- | ---- | ----- |
| Nicole Côté (Sortante)  | 140  | 57,85 |
| Eric Coulombe           | 102  | 42,15 |

| Candidats conseiller #6  | Vote            | %               |
| ------------------------ | --------------- | --------------- |
| Carol Fournier (Sortant) | Sans opposition | Sans opposition |

## Les Méchins
|             | Élection (2017)                                                                                | Dissolution (2021)                                                              | Élection (2021)                                                                             |
| Maire       | Dominic Roy                                                                                    | Dominic Roy                                                                     | Aucune candidature                                                                          |
| Conseillers | Normande Tremblay Robin Savard Lynda Bernier Francine Lebel Bruno Lefrançois Guylaine Bouchard | Normande Tremblay ? Lynda Bernier Francine Lebel Bruno Lefrançois Jean Fontaine | Normande Tremblay William Dugas Lynda Bernier Francine Lebel Bruno Lefrançois Jean Fontaine |

| Candidats pour la mairie | Vote | % |
| ------------------------ | ---- | - |
| Aucune candidature       |      |   |

| Candidats conseiller #1      | Vote            | %               |
| ---------------------------- | --------------- | --------------- |
| Normande Tremblay (Sortante) | Sans opposition | Sans opposition |

| Candidats conseiller #2 | Vote            | %               |
| ----------------------- | --------------- | --------------- |
| William Dugas           | Sans opposition | Sans opposition |

| Candidats conseiller #3  | Vote            | %               |
| ------------------------ | --------------- | --------------- |
| Lynda Bernier (Sortante) | Sans opposition | Sans opposition |

| Candidats conseiller #4   | Vote            | %               |
| ------------------------- | --------------- | --------------- |
| Francine LeBel (Sortante) | Sans opposition | Sans opposition |

| Candidats conseiller #5     | Vote            | %               |
| --------------------------- | --------------- | --------------- |
| Bruno Lefrançois (Sortante) | Sans opposition | Sans opposition |

| Candidats conseiller #6 | Vote            | %               |
| ----------------------- | --------------- | --------------- |
| Jean Fontaine (Sortant) | Sans opposition | Sans opposition |

- Élection de Dominique Roy au poste de maire le 12 décembre 2021[1].

| Candidats pour la mairie | Vote      | %     |
| ------------------------ | --------- | ----- |
| Domninique Roy (Sortant) | 332       | 80,98 |
| Donald Grenier           | 78        | 19,02 |
| Bulletins rejetés        | 3         |       |
| Taux de participation    | 413 / 868 | 47,58 |

- Démission de William Dugas, conseiller #2, et de Jean Fontaine, conseiller #6, au début 2022.

- Élection de Jean-Pierre Thériault au poste de conseiller #2 et de Lise Chénier-Pelletier au poste de conseillère #6 le 18 septembre 2022[2].

| Candidats conseiller #2 | Vote      | %     |
| ----------------------- | --------- | ----- |
| Jean-Pierre Thériault   | 142       | 62,28 |
| Robin Savard            | 50        | 21,93 |
| André Quenneville       | 36        | 15,79 |
| Bulletins rejetés       | 2         |       |
| Taux de participation   | 230 / 865 | 26,59 |

| Candidats conseiller #6 | Vote      | %     |
| ----------------------- | --------- | ----- |
| Lise Chénier-Pelletier  | 166       | 72,81 |
| André Hudon             | 62        | 27,19 |
| Bulletins rejetés       | 2         |       |
| Taux de participation   | 230 / 865 | 26,59 |

- Démission de Dominique Roy, maire, de Francine Lebel, conseillère #3, de Lynda Bernier, conseillère #3, Lyse Chénier-Pelletier, conseillère #6, Normande Tremblay, conseillère #1, et de Bruno Lefrançois, conseiller #5, au début septembre 2023[3]. La Commission municipale du Québec administre la municipalité en raison de l'absence de quorum du conseil municipal[3].

## Matane
|             | Élection (2017)                                                                                | Dissolution (2021)                                                                             | Élection (2021)                                                                       |
| Maire       | Jérôme Landry                                                                                  | Jérôme Landry                                                                                  | Eddy Métivier                                                                         |
| Conseillers | Eddy Métivier Jean-Pierre Levasseur Nelson Gagnon Annie Veillette Steven Levesque Steve Girard | Eddy Métivier Jean-Pierre Levasseur Nelson Gagnon Annie Veillette Steven Levesque Steve Girard | Lucie Lapointe Marc Charest Nelson Gagnon Mario Hamilton Nelson Simard André Coulombe |

| Taux de participation :                | Taux de participation :                | Taux de participation :                | Taux de participation :                | Taux de participation :                | 39,6 % |
| Nombre de votes valides :              | Nombre de votes valides :              | Nombre de votes valides :              | Nombre de votes valides :              | Nombre de votes valides :              | 4 467  |
| Nombre de votes rejetées à la mairie : | Nombre de votes rejetées à la mairie : | Nombre de votes rejetées à la mairie : | Nombre de votes rejetées à la mairie : | Nombre de votes rejetées à la mairie : | 26     |
| Nombre d'électeurs inscrits :          | Nombre d'électeurs inscrits :          | Nombre d'électeurs inscrits :          | Nombre d'électeurs inscrits :          | Nombre d'électeurs inscrits :          | 11 350 |

| Candidats pour la mairie                    | Vote  | %     |
| ------------------------------------------- | ----- | ----- |
| Eddy Métivier (Sortant d'un autre poste)    | 2 962 | 66,31 |
| Annie Veillette (Sortante d'un autre poste) | 832   | 18,63 |
| Steven Grant                                | 673   | 15,07 |

| Candidats district #1 | Vote            | %               |
| --------------------- | --------------- | --------------- |
| Lucie Lapointe        | Sans opposition | Sans opposition |

| Candidats district #2           | Vote | %     |
| ------------------------------- | ---- | ----- |
| Marc Charest                    | 257  | 35,25 |
| Cloé Paquette                   | 245  | 33,61 |
| Jean-Pierre Levasseur (Sortant) | 227  | 31,14 |

| Candidats district #3   | Vote            | %               |
| ----------------------- | --------------- | --------------- |
| Nelson Gagnon (Sortant) | Sans opposition | Sans opposition |

| Candidats district #4 | Vote            | %               |
| --------------------- | --------------- | --------------- |
| Mario Hamilton        | Sans opposition | Sans opposition |

| Candidats district #5     | Vote | %     |
| ------------------------- | ---- | ----- |
| Nelson Simard             | 415  | 56,62 |
| Steven Lévesque (Sortant) | 318  | 43,38 |

| Candidats district #6 | Vote | %     |
| --------------------- | ---- | ----- |
| André Coulombe        | 441  | 45,14 |
| Pierre-Luc Morin      | 431  | 44,11 |
| Guy Lambert           | 105  | 10,75 |

## Saint-Adelme
|             | Élection (2017)                                                                                | Dissolution (2021)                                                                              | Élection (2021)                                                                                              |
| Maire       | Jean-Roland Lebrun                                                                             | Jean-Roland Lebrun                                                                              | Josée Marquis                                                                                                |
| Conseillers | Jeannot Marquis Josée Marquis Marcel Gauthier Johanne Thibault Clément Gauthier Julien Ouellet | Jeannot Marquis Josée Marquis Cynthia D'Astous Johanne Thibault Clément Gauthier Julien Ouellet | Jean-Luc Bérubé Isabelle Truchon Yanik Levasseur Johanne Thibault Raphaël Helgerson-Gendron Cynthia D'Astous |

| Taux de participation :                | Taux de participation :                | Taux de participation :                | Taux de participation :                | Taux de participation :                | 74,8 % |
| Nombre de votes valides :              | Nombre de votes valides :              | Nombre de votes valides :              | Nombre de votes valides :              | Nombre de votes valides :              | 326    |
| Nombre de votes rejetées à la mairie : | Nombre de votes rejetées à la mairie : | Nombre de votes rejetées à la mairie : | Nombre de votes rejetées à la mairie : | Nombre de votes rejetées à la mairie : | 6      |
| Nombre d'électeurs inscrits :          | Nombre d'électeurs inscrits :          | Nombre d'électeurs inscrits :          | Nombre d'électeurs inscrits :          | Nombre d'électeurs inscrits :          | 444    |

| Candidats pour la mairie                  | Vote | %     |
| ----------------------------------------- | ---- | ----- |
| Josée Marquis (Sortante d'un autre poste) | 168  | 51,53 |
| Jean-Roland Lebrun (Sortant)              | 145  | 44,48 |
| Paul Chouinard                            | 13   | 3,99  |

| Candidats conseiller #1   | Vote | %     |
| ------------------------- | ---- | ----- |
| Jean-Luc Bérubé           | 147  | 45,94 |
| Danielle Côté             | 125  | 39,06 |
| Jeannot Marquis (Sortant) | 48   | 15,00 |

| Candidats conseiller #2 | Vote | %     |
| ----------------------- | ---- | ----- |
| Isabelle Truchon        | 210  | 66,25 |
| Jean-Charles Gagné      | 107  | 33,75 |

| Candidats conseiller #3 | Vote | %     |
| ----------------------- | ---- | ----- |
| Yanik Levasseur         | 218  | 69,87 |
| Hélène Simard           | 94   | 30,13 |

| Candidats conseiller #4     | Vote            | %               |
| --------------------------- | --------------- | --------------- |
| Johanna Thibault (Sortante) | Sans opposition | Sans opposition |

| Candidats conseiller #5    | Vote | %     |
| -------------------------- | ---- | ----- |
| Raphaël Helgerson-Gendron  | 221  | 68,85 |
| Clément Gauthier (Sortant) | 100  | 31,15 |

| Candidats conseiller #6                      | Vote | %     |
| -------------------------------------------- | ---- | ----- |
| Cynthia D'Astous (Sortante d'un autre poste) | 199  | 61,99 |
| Julien Ouellet (Sortant)                     | 105  | 32,71 |
| Francesca Richard                            | 17   | 5,30  |

- Démission d'Isabelle Truchon, conseillère #2, déposé lors de la séance du 2 octobre 2023[4].

- Élection de Marie-France Bérubé au poste de conseillère #2 le 3 décembre 2023[5].

| Candidats conseiller #2 | Vote      | %     |
| ----------------------- | --------- | ----- |
| Marie-France Bérubé     | 116       | 62,37 |
| Paul Chouinard          | 70        | 37,63 |
| Bulletins rejetés       | 1         |       |
| Taux de participation   | 187 / 441 | 42,40 |

## Saint-Jean-de-Cherbourg
|             | Élection (2017)                                                                                   | Dissolution (2021)                                                                         | Élection (2021)                                                                               |
| Maire       | Francine Ouellet Leclerc                                                                          | Francine Ouellet Leclerc                                                                   | Francine Ouellet Leclerc                                                                      |
| Conseillers | Carolle St-Pierre Maurice Gagnon Mélanie Dubé Victorienne Gagné Francine Michaud Donald Harrisson | Carolle St-Pierre Maurice Gagnon Vacant Jocelyn Bergeron Francine Michaud Donald Harrisson | Herman Dumont Maurice Gagnon Jimmy Richard Jocelyn Bergeron Francine Michaud Donald Harrisson |

| Candidats pour la mairie            | Vote            | %               |
| ----------------------------------- | --------------- | --------------- |
| Francine Ouellet Leclerc (Sortante) | Sans opposition | Sans opposition |

| Candidats conseiller #1 | Vote            | %               |
| ----------------------- | --------------- | --------------- |
| Herman Dumont           | Sans opposition | Sans opposition |

| Candidats conseiller #2  | Vote            | %               |
| ------------------------ | --------------- | --------------- |
| Maurice Gagnon (Sortant) | Sans opposition | Sans opposition |

| Candidats conseiller #3 | Vote            | %               |
| ----------------------- | --------------- | --------------- |
| Jimmy Richard           | Sans opposition | Sans opposition |

| Candidats conseiller #4    | Vote            | %               |
| -------------------------- | --------------- | --------------- |
| Jocelyn Bergeron (Sortant) | Sans opposition | Sans opposition |

| Candidats conseiller #5     | Vote            | %               |
| --------------------------- | --------------- | --------------- |
| Francine Michaud (Sortante) | Sans opposition | Sans opposition |

| Candidats conseiller #6    | Vote            | %               |
| -------------------------- | --------------- | --------------- |
| Donald Harrisson (Sortant) | Sans opposition | Sans opposition |

- Démission de Francine Ouellet-Leclerc, mairesse, au début janvier 2023 pour raisons de santé[6]. Jocelyn Bergeron, conseiller #4, exerce la fonction de maire suppléant pendant l'intérim[6].

- Démission de Donald Harrison, conseiller #6, en mars 2023[6].

- Élection sans opposition de Jocelyn Bergeron au poste de maire le 3 décembre 2023[7].

| Candidats pour la mairie                    | Vote            | %               |
| ------------------------------------------- | --------------- | --------------- |
| Jocelyn Bergeron (Sortant d'un autre poste) | Sans opposition | Sans opposition |

## Saint-Léandre
|             | Élection (2017)                                                                           | Dissolution (2021)                                                                               | Élection (2021)                                                                                       |
| Maire       | Steve Castonguay                                                                          | Steve Castonguay                                                                                 | Steve Castonguay                                                                                      |
| Conseillers | Gilles Rioux Guylaine Ouellet Rose Lagacé Julie Michaud Emmanuel Bernier Normand Lévesque | Jean-Martin Villeneuve Gilles Murray Marc-André Bérubé Julie Michaud Andrée Blouin Joyce Truchon | Jean-Martin Villeneuve Lisa Ann Jungemann Marc-André Bérubé Julie Michaud Andrée Blouin Joyce Truchon |

| Candidats pour la mairie   | Vote            | %               |
| -------------------------- | --------------- | --------------- |
| Steve Castonguay (Sortant) | Sans opposition | Sans opposition |

| Candidats conseiller #1          | Vote            | %               |
| -------------------------------- | --------------- | --------------- |
| Jean-Martin Villeneuve (Sortant) | Sans opposition | Sans opposition |

| Candidats conseiller #2 | Vote            | %               |
| ----------------------- | --------------- | --------------- |
| Lisa Ann Jungemann      | Sans opposition | Sans opposition |

| Candidats conseiller #3     | Vote            | %               |
| --------------------------- | --------------- | --------------- |
| Marc-André Bérubé (Sortant) | Sans opposition | Sans opposition |

| Candidats conseiller #4  | Vote            | %               |
| ------------------------ | --------------- | --------------- |
| Julie Michaud (Sortante) | Sans opposition | Sans opposition |

| Candidats conseiller #5  | Vote            | %               |
| ------------------------ | --------------- | --------------- |
| Andrée Blouin (Sortante) | Sans opposition | Sans opposition |

| Candidats conseiller #6  | Vote            | %               |
| ------------------------ | --------------- | --------------- |
| Joyce Truchon (Sortante) | Sans opposition | Sans opposition |

- Démission de Lise Ann Jungemann, conseillère #2, le 5 avril 2023[8].

- Démission de Jean-Martin Villeneuve, conseiller #1, le 21 avril 2023[9].

- Élection sans opposition de Robert Tremblay au poste de conseiller #1 le 16 juillet 2023[10].

| Candidats conseiller #1 | Vote            | %               |
| ----------------------- | --------------- | --------------- |
| Robert Tremblay         | Sans opposition | Sans opposition |

- Élection de Nicole Lacroix au poste de conseillère #2 le 1er octobre 2023[11].

| Candidats conseiller #2 | Vote | %   |
| ----------------------- | ---- | --- |
| Nicole Lacroix          | n/d  | n/d |

## Saint-René-de-Matane
|             | Élection (2017)                                                                            | Dissolution (2021)                                                                      | Élection (2021)                                                                               |
| Maire       | Rémi Fortin                                                                                | Rémi Fortin                                                                             | Rémi Fortin                                                                                   |
| Conseillers | Joyce Bérubé Julie Gagné Johanne Fillion Lyne Gagnon Roger Vaillancourt Jean-Pierre Martel | Joyce Bérubé Berthe Fortin Johanne Fillion Lyne Gagnon Roger Vaillancourt Serge Fillion | Aucune candidature Berthe Fortin Johanne Fillion Lyne Gagnon Roger Vaillancourt Serge Fillion |

| Candidats pour la mairie | Vote            | %               |
| ------------------------ | --------------- | --------------- |
| Rémi Fortin (Sortant)    | Sans opposition | Sans opposition |

| Candidats conseiller #1 | Vote | % |
| ----------------------- | ---- | - |
| Aucune candidature      |      |   |

| Candidats conseiller #2   | Vote            | %               |
| ------------------------- | --------------- | --------------- |
| Berthier Fortin (Sortant) | Sans opposition | Sans opposition |

| Candidats conseiller #3    | Vote            | %               |
| -------------------------- | --------------- | --------------- |
| Johanne Fillion (Sortante) | Sans opposition | Sans opposition |

| Candidats conseiller #4 | Vote            | %               |
| ----------------------- | --------------- | --------------- |
| Lyne Gagnon (Sortante)  | Sans opposition | Sans opposition |

| Candidats conseiller #5      | Vote            | %               |
| ---------------------------- | --------------- | --------------- |
| Roger Vaillancourt (Sortant) | Sans opposition | Sans opposition |

| Candidats conseiller #6 | Vote            | %               |
| ----------------------- | --------------- | --------------- |
| Serge Fillion (Sortant) | Sans opposition | Sans opposition |

- Élection de Steve Roy au poste de conseiller #1 le 12 décembre 2021[12].

| Candidats conseiller #1 | Vote      | %     |
| ----------------------- | --------- | ----- |
| Steve Roy               | 57        | 53,77 |
| Annie Chrétien          | 25        | 23,58 |
| Harold Morissette       | 14        | 13,21 |
| Régis Blouin            | 10        | 9,43  |
| Bulletins rejetés       | 0         |       |
| Taux de participation   | 106 / 834 | 12,71 |

- Démission de Roger Vaillancourt, conseiller #5, le 16 juillet 2023[13].

- Élection de Marco Sirois au poste de conseiller #5 le 3 décembre 2023[14].

| Candidats conseiller #5 | Vote     | %     |
| ----------------------- | -------- | ----- |
| Marco Sirois            | 51       | 55,43 |
| Linda Lavoie            | 41       | 44,57 |
| Bulletins rejetés       | 1        |       |
| Taux de participation   | 93 / 875 | 10,63 |

## Saint-Ulric
|             | Élection (2017)                                                                           | Dissolution (2021)                                                                        | Élection (2021)                                                                                 |
| Maire       | Pierre Lagacé                                                                             | Pierre Lagacé                                                                             | Michel Caron                                                                                    |
| Conseillers | Gaétan Bergeron Annie Bernier Nancy Paquet Michel Caron Jean-François Caron Steve Bernier | Gaétan Bergeron Annie Bernier Nancy Paquet Michel Caron Jean-François Caron Steve Bernier | Gaétan Bergeron Annie Bernier Nancy Paquet Aucune candidature Jean-François Caron Steve Bernier |

| Candidats pour la mairie                | Vote            | %               |
| --------------------------------------- | --------------- | --------------- |
| Michel Caron (Sortant d'un autre poste) | Sans opposition | Sans opposition |

| Candidats conseiller #1   | Vote            | %               |
| ------------------------- | --------------- | --------------- |
| Gaétan Bergeron (Sortant) | Sans opposition | Sans opposition |

| Candidats conseiller #2  | Vote            | %               |
| ------------------------ | --------------- | --------------- |
| Annie Bernier (Sortante) | Sans opposition | Sans opposition |

| Candidats conseiller #3 | Vote            | %               |
| ----------------------- | --------------- | --------------- |
| Nancy Paquet (Sortant)  | Sans opposition | Sans opposition |

| Candidats conseiller #4 | Vote | % |
| ----------------------- | ---- | - |
| Aucune candidature      |      |   |

| Candidats conseiller #5       | Vote            | %               |
| ----------------------------- | --------------- | --------------- |
| Jean-François Caron (Sortant) | Sans opposition | Sans opposition |

| Candidats conseiller #6 | Vote            | %               |
| ----------------------- | --------------- | --------------- |
| Steve Bernier (Sortant) | Sans opposition | Sans opposition |

- Entrée au conseil de Marie-Hélène Bouillon au poste de conseillère #4 dès la séance du 15 novembre 2021[15].

| Candidats conseiller #4 | Vote | %   |
| ----------------------- | ---- | --- |
| Marie-Hélène Bouillon   | n/d  | n/d |

- Démission de Steve Bernier, conseiller #6, le 20 février 2023[16].

- Élection sans opposition de Valérie Lora Truchon au poste de conseillère #6 le 11 juin 2023[17].

| Candidats conseiller #6 | Vote            | %               |
| ----------------------- | --------------- | --------------- |
| Valérie Lora Truchon    | Sans opposition | Sans opposition |
| Karine Michaud Piché    | Désistement     | Désistement     |

## Sainte-Félicité
|             | Élection (2017)                                                                            | Dissolution (2021)                                                                       | Élection (2021)                                                                          |
| Maire       | Aucune candidature                                                                         | Andrew Turcotte                                                                          | Andrew Turcotte                                                                          |
| Conseillers | Sandra Bérubé Éric Normand Andrew Turcotte Tita St-Gelais Bernard Harrisson Fidélio Simard | Sandra Bérubé Éric Normand Diane Marceau Tita St-Gelais Bernard Harrisson Fidélio Simard | Sandra Bérubé Éric Normand Diane Marceau Tita St-Gelais Bernard Harrisson Fidélio Simard |

| Candidats pour la mairie  | Vote            | %               |
| ------------------------- | --------------- | --------------- |
| Andrew Turcotte (Sortant) | Sans opposition | Sans opposition |

| Candidats conseiller #1   | Vote | %     |
| ------------------------- | ---- | ----- |
| Christine Pelletier       | 245  | 66,94 |
| Tita St-Gelais (Sortante) | 121  | 33,06 |

| Candidats conseiller #2 | Vote | %     |
| ----------------------- | ---- | ----- |
| Johanne Dion            | 244  | 66,49 |
| Annick Fugère           | 123  | 33,51 |

| Candidats conseiller #3  | Vote | %     |
| ------------------------ | ---- | ----- |
| Réginald Desrosiers      | 270  | 72,39 |
| Diane Marceau (Sortante) | 56   | 15,01 |
| Maxime Boissard          | 47   | 12,60 |

| Candidats conseiller #4 | Vote | %     |
| ----------------------- | ---- | ----- |
| Johanne Deschênes       | 237  | 64,58 |
| André Gagné             | 130  | 35,42 |

| Candidats conseiller #5   | Vote | %     |
| ------------------------- | ---- | ----- |
| Jean-Sébastien Lefrançois | 221  | 59,89 |
| Bernard Harrisson         | 115  | 31,17 |
| Marc Poliquin             | 33   | 8,94  |

| Candidats conseiller #6  | Vote            | %               |
| ------------------------ | --------------- | --------------- |
| Fidélio Simard (Sortant) | Sans opposition | Sans opposition |

- Départ de Réginald Desrosiers, conseiller #3, entre juin et octobre 2022.

- Démission de Vincent Noël-Boivin au poste de conseiller #3 le 30 octobre 2022[18].

| Candidats conseiller #3 | Vote      | %     |
| ----------------------- | --------- | ----- |
| Vincent Noël-Boivin     | 99        | 45,41 |
| Éric Tremblay           | 84        | 38,53 |
| Maxime Brossard         | 35        | 16,06 |
| Bulletins rejetés       | 2         |       |
| Taux de participation   | 220 / 916 | 24,02 |

## Sainte-Paule
|             | Élection (2017)                                                                                | Dissolution (2021)                                                                   | Élection (2021)                                                                                                   |
| Maire       | Pierre Dugré                                                                                   | Pierre Dugré                                                                         | Raymond Carrier                                                                                                   |
| Conseillers | Claude Vaillancourt Mylaine Bégin Urbain Bérubé Chantal Leclerc Réginald Lizotte Suzanne Vinet | Claude Vaillancourt Mylaine Bégin Urbain Bérubé Chantal Leclerc Vacant Suzanne Vinet | Roger Tremblay Mylaine Bégin Marie-Claude Bergeron Aucune candidature Guillaume Villeneuve Jean-François Bouillon |

| Candidats pour la mairie | Vote            | %               |
| ------------------------ | --------------- | --------------- |
| Raymond Carrier          | Sans opposition | Sans opposition |

| Candidats conseiller #1 | Vote            | %               |
| ----------------------- | --------------- | --------------- |
| Roger Tremblay          | Sans opposition | Sans opposition |

| Candidats conseiller #2  | Vote            | %               |
| ------------------------ | --------------- | --------------- |
| Mylaine Bégin (Sortante) | Sans opposition | Sans opposition |

| Candidats conseiller #3 | Vote            | %               |
| ----------------------- | --------------- | --------------- |
| Marie-Claude Bergeron   | Sans opposition | Sans opposition |

| Candidats conseiller #4 | Vote            | %               |
| ----------------------- | --------------- | --------------- |
| Aucune candidature      | Sans opposition | Sans opposition |

| Candidats conseiller #5 | Vote            | %               |
| ----------------------- | --------------- | --------------- |
| Guillaume Villeneuve    | Sans opposition | Sans opposition |

| Candidats conseiller #6 | Vote            | %               |
| ----------------------- | --------------- | --------------- |
| Jean-François Bouillon  | Sans opposition | Sans opposition |

- Élection de Madeleine Bouffard au poste de conseillère #4 le 5 décembre 2021[19].

| Candidats conseiller #4 | Vote      | %     |
| ----------------------- | --------- | ----- |
| Madeleine Bouffard      | 69        | 53,49 |
| Marc Robidoux           | 60        | 46,51 |
| Bulletins rejetés       | 0         |       |
| Taux de participation   | 129 / 278 | 46,40 |

- Démission de Raymond Carrier, maire, annoncé lors de la séance du 21 mars 2022 en raison d'un désaccord avec la direction-générale[20],[21]. Mylaine Bégin, conseillère #2, exerce la fonction de mairesse suppléante pendant l'intérim[20].

- Élection de Johanne Deschênes au poste de mairesse le 22 mai 2022[22].

| Candidats pour la mairie | Vote      | %     |
| ------------------------ | --------- | ----- |
| Johanne Deschênes        | 100       | 68,03 |
| Marc Robidoux            | 47        | 31,97 |
| Bulletins rejetés        | 1         |       |
| Taux de participation    | 148 / 289 | 51,21 |

- Démission de Johanne Deschênes, mairesse, durant l'été 2022 en raison d'un manque de collaboration avec le conseil[23],[24]. Mylaine Bégin, conseillère #2, exerce la fonction de mairesse suppléante pendant l'intérim[23].

- Démission de Roger Tremblay, conseiller #1, annoncée lors de la séance du 9 septembre 2022[24].

- Démission de Guillaume Villeneuve, conseiller #5, annoncée lors de la séance du 26 janvier 2023[25].

- Départ de Jean-François Bouillon, conseiller #6, entre janvier et juin 2023.

- Élection sans opposition de Philippe Savard au poste de maire, d'Alfred D'Amours au poste de conseiller #1 et de Louis-Régis Côté au poste de conseiller #6 en mars 2023[26].

| Candidats pour la mairie | Vote            | %               |
| ------------------------ | --------------- | --------------- |
| Philippe Savard          | Sans opposition | Sans opposition |

| Candidats conseiller #1 | Vote            | %               |
| ----------------------- | --------------- | --------------- |
| Alfred D'Amours         | Sans opposition | Sans opposition |

| Candidats conseiller #6 | Vote            | %               |
| ----------------------- | --------------- | --------------- |
| Louis-Régis Côté        | Sans opposition | Sans opposition |

- Élection de Réjean Fournier au poste de conseiller #5 le 23 avril 2023[26],[27].

| Candidats conseiller #5 | Vote | %   |
| ----------------------- | ---- | --- |
| Réjean Fournier         | n/d  | n/d |
| Marie-France Lessard    | n/d  | n/d |

- Démission de Mylaine Bégin, conseillère #2, de Marie-Claude Bergeron, conseillère #3, et de Madeleine Bouffard, conseillère #4, au printemps-été 2023[28].

- Entrée au conseil de Pierre Fortin au poste de conseiller #2, d'Urbain Bérubé au poste de conseiller #3 et de Yvan Côté au poste de conseiller #4 dès la séance du 26 septembre 2023[29].

| Candidats conseiller #2 | Vote | %   |
| ----------------------- | ---- | --- |
| Pierre Fortin           | n/d  | n/d |

| Candidats conseiller #3 | Vote | %   |
| ----------------------- | ---- | --- |
| Urbain Bérubé           | n/d  | n/d |

| Candidats conseiller #4 | Vote | %   |
| ----------------------- | ---- | --- |
| Yvan Côté               | n/d  | n/d |